# Красик веселий
Красик веселий (Zygaena laeta) — вид комах з родини Zygaenidae.

## Морфологічні ознаки

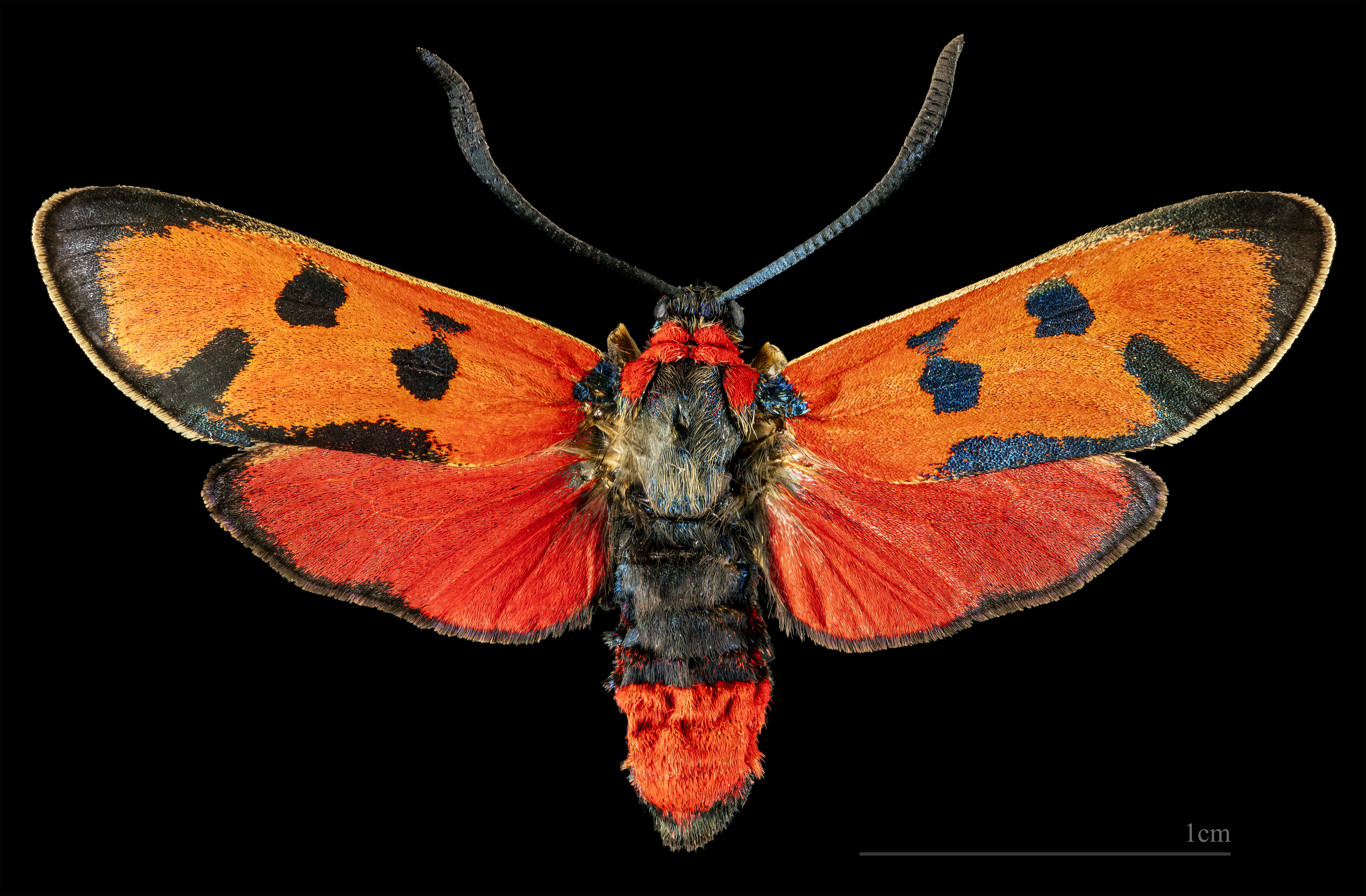
♂
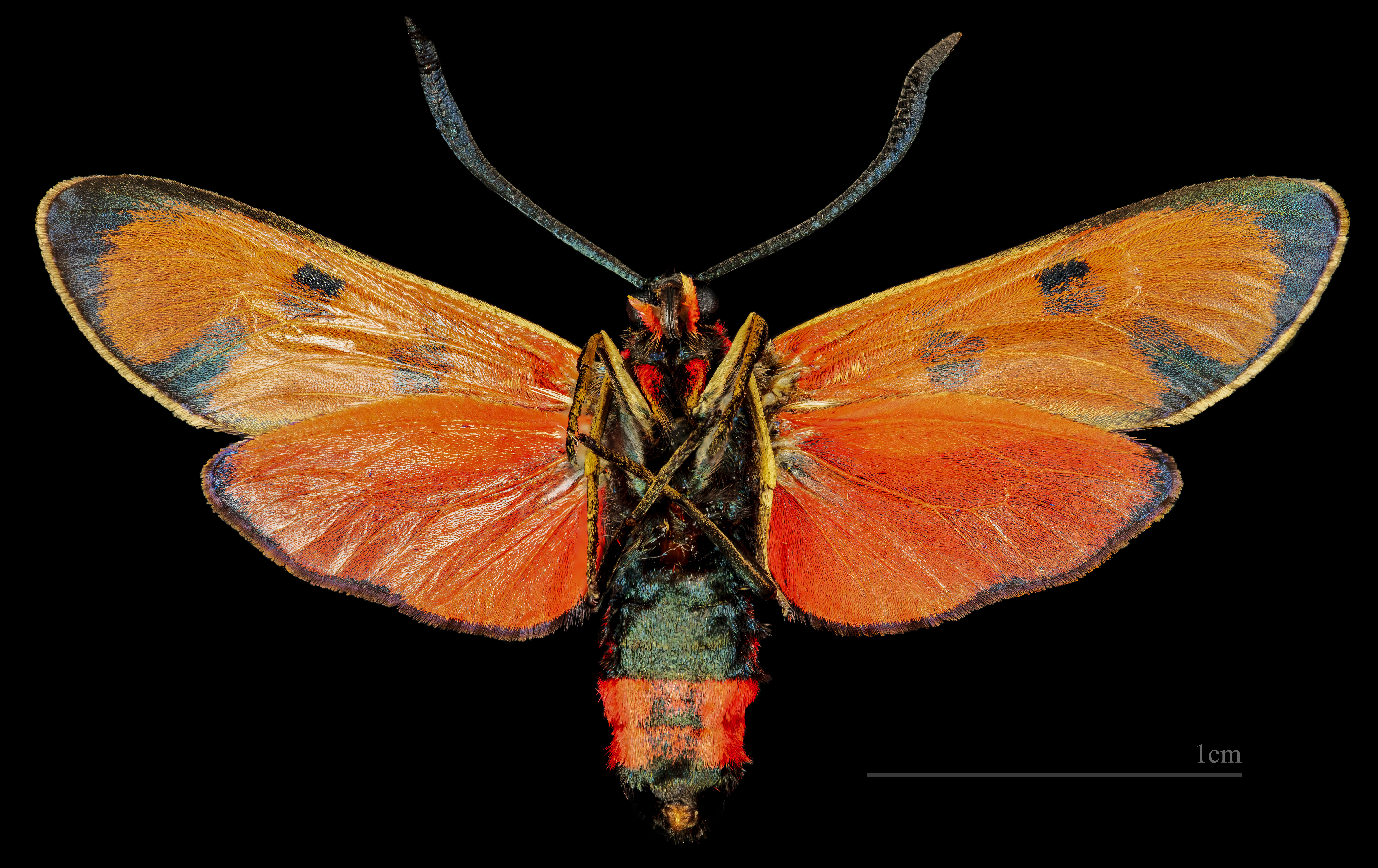
♂ △

Розмах крил — 25–32 мм. Патагії та тегули червоні. Переднє крило чорне з червоними плямами, що злилися; плями без жовтувато-білого обрамлення. Заднє крило червоне з чорним зовнішнім краєм. Черевце чорне із широким червоним паском (на 4–5 сегментах).

## Поширення
Ареал: південні райони центральної та східної Європи, північний Кавказ, Мала Азія та Близький Схід.
В Україні останніми роками знайдений у Криму, Запорізькій, Дніпропетровській, Донецькій, Луганській, Харківській, Полтавській, Черкаській, Київській, Житомирській, Чернігівській, Вінницькій та Одеській областях До 1940 р. вид спостерігався також у Миколаївській, Чернівецькій та Івано-Франківській областях.

## Особливості біології
Дає 1 генерацію на рік. Метелики денні, літ — у липні-серпні. У кладці 10–35 яєць, яйце розвивається 6–12 днів. Гусінь живиться листям миколайчиків (Eryngium campestre L.), заляльковується в кінці червня — липні у веретеноподібному жовтувато-сірому «пергаментному» коконі. Фаза лялечки триває 12–17 днів, зимує гусінь. Місця перебування — ділянки цілинного степу, яри, низькогірські трав'янисті схили.

## Загрози та охорона
Загрози: ураження гусені природними паразитами Cotesia zygaenarum та скорочення місць перебування через господарську діяльність. Охороняється у Канівському, Дніпровсько-Орільському, Карадазькому та деяких інших ПЗ. Треба зберігати ділянки цілинного степу, заборонити випасання худоби та викошування трав у місцях, де виявлено особини виду. К. О. Єфетов проводив розмноження виду у неволі з наступним випусканням особин у біотопі. Це дозволяє захистити гусінь від природних паразитів.